# Bergdietikon
Bergdietikon es una comuna suiza del cantón de Argovia, situada en el distrito de Baden. Limita al norte con la comuna de Spreitenbach, al este con Dietikon, al sureste con Urdorf, al sur con Rudolfstetten-Friedlisberg, al suroeste con Widen, y al oeste con Bellikon.

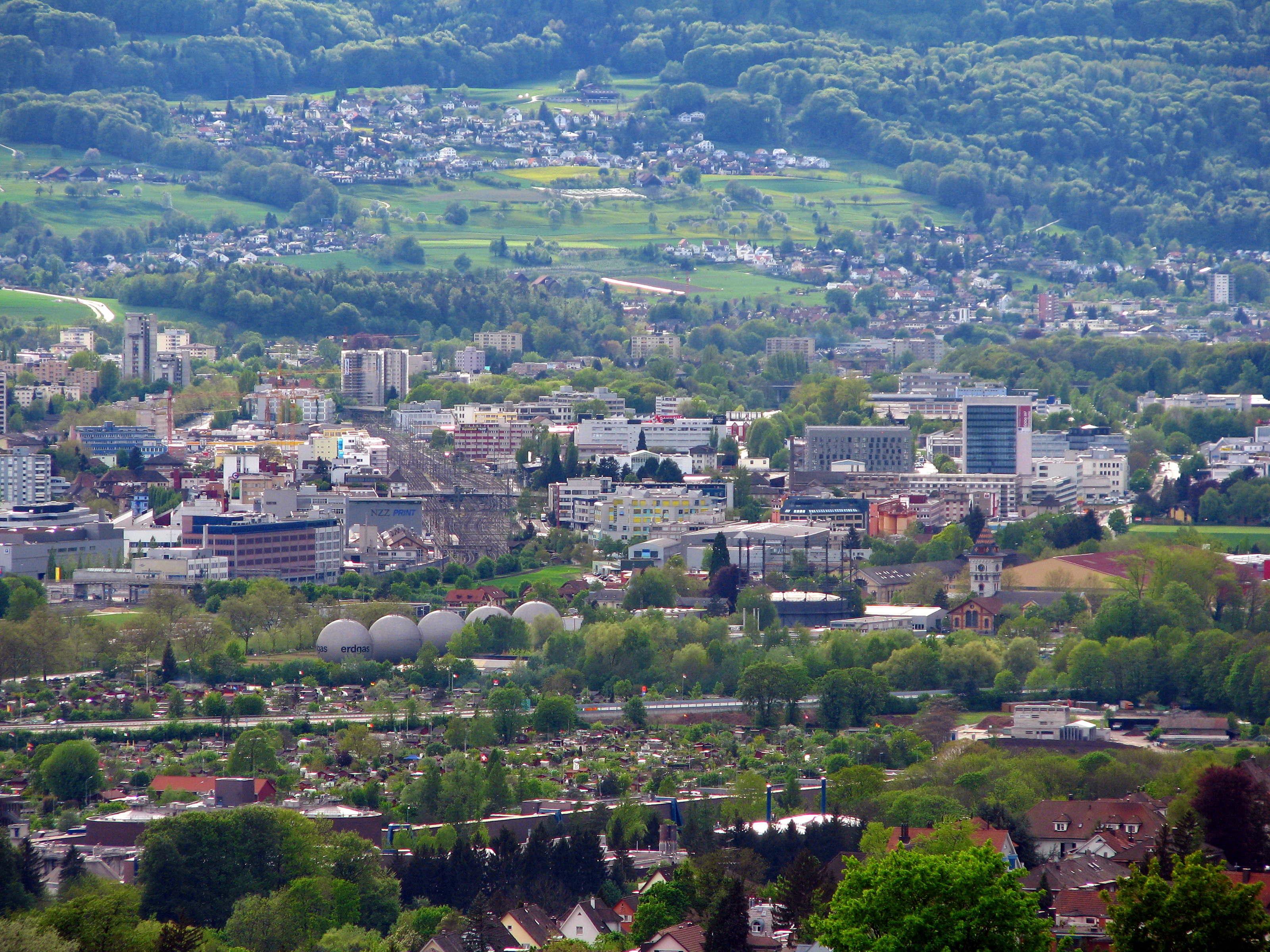
Vista de Bergdietikon.